# Vavřinec Toulovec z Třemošné
Vavřinec Toulovec z Třemošné (okolo 1350 – asi 1413) byl litomyšlský měšťan, možná i nižší šlechtic, který proslul svou dobročinností, ale v pověstech vystupuje jako loupeživý rytíř.
Narodil se okolo roku 1350 a o jeho mládí není známo skoro nic. V pozdějším věku byl ale poměrně bohatý, patřily mu vesnice Trusnov, Mladočov, Jarošov a Budislav, dále statky v Desné a Třemošné, dnes části Sebranic. Podle toho používal i predikát „z Třemošné“, jméno Toulovec má pak souvislost s jeho erbem, v němž byl toulec se šípy. Z výnosů ze svého majetku mezi roky 1407 až 1412 vytvořil několik nadání, především pro městský špitál v Litomyšli. Zemřel asi v roce 1413 a pochován byl v kostele u tohoto špitálu (dnes kostelík Rozeslání sv. Apoštolů na Toulovcově náměstí v Litomyšli). V 19. století o jeho osobě vznikla romantická pověst, podle které loupil a podnikal nájezdy na Moravu, kořist pak ukrýval ve skalách, dnes známých jako Toulovcovy maštale, a majetek na dobročinné účely věnoval až před svou smrtí kvůli spáse duše.